# Young Boy
Young Boy è un brano musicale del musicista britannico Paul McCartney, quinta traccia del suo album del 1997 Flaming Pie. Nell'aprile 1997, la canzone venne pubblicata come primo singolo estratto dal disco, raggiungendo la diciannovesima posizione in classifica nella Official Singles Chart britannica.

## Il brano
Per comporre il testo della canzone, Paul si ispirò a suo figlio James McCartney, all'epoca adolescente. Sarebbe lui, infatti, il "ragazzo giovane" (young boy) del titolo.

## Tracce singolo
UK CD 1 CDRS6462
1. Young Boy – 3:54 (con Steve Miller)
2. Looking for You – 4:38 (con Ringo Starr & Jeff Lynne)
3. Oobu Joobu (Part 1) – 9:54

UK CD 2 CDR6462
1. Young Boy – 3:54 (con Steve Miller)
2. Broomstick – 5:09 (con Steve Miller)
3. Oobu Joobu (Part 2) – 10:19